# 杰克·洛夫洛克
约翰·爱德华·“杰克”·洛夫洛克（英語：John Edward "Jack" Lovelock，1910年1月5日—1949年12月28日），新西兰男子田径运动员。他曾获得1936年夏季奥运会田径比赛男子1500米金牌。他也曾获得1934年大英帝国运动会1英里冠军。